# Ç̈
Cette page contient des caractères spéciaux ou non latins. S’ils s’affichent mal (▯, ?, etc.), consultez la page d’aide Unicode.
Ç̈ (minuscule : ç̈), appelé C tréma cédille, est une lettre additionnelle utilisée dans la romanisation ALA-LC de l’écriture copte. Elle est formée d'un C diacrité par un tréma et une cédille.

## Utilisation
Dans la romanisation ALA-LC de l’écriture copte le c tréma cédille ‹ ç̈ › est utilisé pour transcrire la lettre chaï à croix ‹ ⳃ › .

## Représentations informatiques
Le C tréma cédille peut être représentée avec les caractères Unicode (normalisés) suivants (latin de base, diacritiques) :
| formes    | représentations | chaînes de caractères | points de code       | descriptions                                                    |
| --------- | --------------- | --------------------- | -------------------- | --------------------------------------------------------------- |
| capitale  | Ç̈               | C◌̧◌̈                   | U+0043 U+0327 U+0308 | lettre majuscule latine c diacritique cédille diacritique tréma |
| minuscule | ç̈               | c◌̧◌̈                   | U+0063 U+0327 U+0308 | lettre minuscule latine c diacritique cédille diacritique tréma |